# ASB Classic 2017
Das ASB Classic 2017 war der Name eines Tennisturniers der WTA Tour 2017 für Damen sowie eines Tennisturniers der ATP World Tour 2017 für Herren in Auckland. Das Damenturnier fand vom 2. bis 7. Januar, das Herrenturnier vom 9. bis 14. Januar 2017 statt.

## Herrenturnier
→ Qualifikation: ASB Classic 2017/Herren/Qualifikation

## Damenturnier
→ Qualifikation: ASB Classic 2017/Damen/Qualifikation